# Gabriel Hernández Márquez
General Gabriel M. Hernández Márquez fue un militar mexicano que participó en la Revolución mexicana. Nació en San Agustín, Tlaxco, Tlaxcala, hacia 1878 y murió acribillado en el patio de la Cárcel de Belén el 26 de marzo de 1913 en la Ciudad de México

## Carrera militar
Fue hijo de Pedro Márquez Hernández y de Soledad Márquez. En 1910 se levantó en armas contra el porfirismo y comandó una guerrilla en los estados de Puebla y de Tlaxcala. En 1911 y 1912 combatió a los rebeldes de José F. Gómez en Oaxaca, logrando finalmente someterlos, luego Francisco I. Madero lo nombró comandante del 39.º. Cuerpo de Rurales, destinandolo a operar sucesivamente en los estados de Yucatán, Puebla, Veracruz, Hidalgo y Morelos. Como rural participó en la defensa de Francisco I. Madero durante la Decena Trágica. Obtuvo el grado de general brigadier.

## Muerte
Al usurpar el poder Victoriano Huerta buscó levantarse en armas, pero el 27 de febrero fue aprehendido, e internado en la cárcel de Belén, y en la noche del 26 de marzo de 1913 fue sacado por Enrique Cepeda (hijo fuera de matrimonio de Victoriano Huerta, aunque también se dice que era su compadre) quién era gobernador del Distrito Federal, que estado embriagándose con sus soldados, fue a la cárcel y ordenó y después exigiendo que lo sacaran al patio siendo acribillado hasta su muerte y posteriormente sus soldados empaparon el cadáver en petróleo y con un fósforo fue incendiado ante la mirada de los presos asustados. Esta escena fue vista por Enrique Cepeda hasta que fue consumido el cadáver por el fuego. Después de este asesinato siguió sus francachelas; para evitar que su acostumbrado estado de borrachera delatara a Huerta, este último lo mandó asesinar y su cadáver fue arrojado como carnaza a los tiburones en Veracruz.